# Mel Tillis
Mel Tillis (Dover vagy Tampa, 1932. augusztus 8. – Ocala, 2017. november 19.) amerikai countryénekes, filmszínész. Legismertebb dala a Good Woman Blues. Színészként a The Cannonball Run (1981), a Grosse Pointe Blank (1997) és az Every What Way But Loose (1978) című filmekből a legismertebb. 1958 és 1989 között mintegy 80 slágere volt, például az I Ain't Never, a Good Woman Blues vagy a Coca Cola Cowboy.
A Top Country Songs 1944-2005 listán az 1970-es évek hatodik legsikeresebb előadójaként szerepel. Több mint hat évtizedes karrierje során több mint 40 nagylemezt adott ki, és körülbelül 1000 dalt írt. Dadogott, amit éneklése közben nem lehetett észrevenni.

## Pályakép

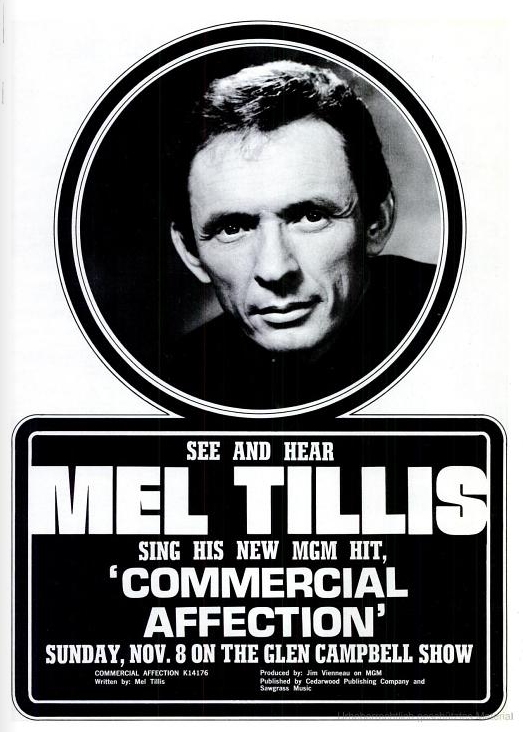

Mel Tillis a floridai Pahokee-ban nőtt fel. Három évesen dadogni kezdett − vélhetően maláriás fertőzés miatt. Fogyatékossága egész életében elkísérte, sőt a védjegyévé vált. 1984-ben megjelent önéletrajzának Stutterin' Boy-nak (A dadogós srác) címet adta. Egy szakácskönyve is megjelent: Mel's A-Cookin'  címmel.
Fiatalon gitározni és hegedülni tanult. Dobolt az iskolai zenekarban. Bár rendkívül tehetséges zenésznek indult, először a futballista karrier jobban vonzotta.
Beszédhibája miatt kudarcot vallott kísérlete, hogy az amerikai légierőnél pilótaképzést kapjon. Mégis a légierőnél maradt, és a japán Okinaván teljesítette katonai szolgálatát.
1956-ban megjelent Nashville-ben néhány saját magaáltal írt dal, de kezdetben nem tudta megvetni a lábát az ottani country piacon, ezért visszatért Floridába. 1957-ben aztán a Webb Pierce az I'm Tired című dalával a harmadik helyre került a country listákon. Nashville-be költözött várandós feleségével. Lemezszerződést kapott a Columbia Recordstól. A Webb Pierce B-oldalas dala, a Honky Tonk Song (amelyet ő komponált), a lemezlista első helyre került. A következő években többször is county slágereivel tündökölt. Más sztárok, mint például George Morgan és Ray Price szintén sikeresek voltak Mel Tillis a dalaival.
1966-ban Tillis átment a Kapp Recordshoz, ahol többször is be tudott törni a legjobb 20 szám közé. Írt egy maradandó klasszikust, a Ruby, Don't Take Your Love To Town című dalt, amely először 1967-ben jelent meg, és amellyel Kenny Rogers 1969-ben világsikert aratott.
Az 1970-es évek lett a legsikeresebb évtizede.
Több filmben is szerepelt. 1976-ban bekerült a Nashville Songwriters Hall of Fame-be.
Az 1980-as években sikerei fokozatosan csökkentek. Utolsó No.1. slágere 1981-ben volt (Southern Rains). Ugyanebben az évben felvett egy duett nagylemezt Nancy Sinatrával. Utolsó albuma, a You Ain't Gonna Believe This 2010-ben jelent meg. Az 1990-es évek elejétől lánya, Pam Tillis folytatta sikerét.
1998-ban a Stuttering Foundation of America tiszteletbeli elnöke lett.

## Lemezválogatás
- 1957: Webb Pierce az I'm Tired
- 1957: Honky Tonk Song
- 1962: Heart Over Mind
- 1966: Stateside
- 1967: Life Turned Her That Way
- 1967: Mr. Mel
- 1968: Let Me Talk to You
- 1968: Something Special
- 1969: Who’s Julie
- 1969: Mel Tillis Sings Old Faithful
- 1970: She’ll Be Hanging ’Round Somewhere
- 1970: One More Time
- 1971: The Arms of a Fool
- 1971: Live at the Sam Houston Coliseum
- 1971: Living & Learning/Take My Hand
- 1972: Would You Want The World to End?
- 1972: I Ain’t Never/Neon Rose
- 1973: Mel Tillis & The Statesiders on Stage
- 1973: Sawmill
- 1974: Let’s Go All the Way Tonight
- 1974: Stomp Them Grapes
- 1975: Best Way I Know How
- 1975: M-M-Mel
- 1976: Love Revival
- 1977: Heart Healer
- 1977: Love’s Troubled Waters
- 1978: I Believe In You
- 1979: Are You Sincere
- 1979: Mr. Entertainer
- 1979: Me And Peppe
- 1980: Your Body Is an Outlaw
- 1980: Southern Rain
- 1981: Mel & Nancy
- 1982: It’s a Long Way to Daytona

## Filmek
- Mel Tillis az IMDb-n

## Díjak
- 2012: National Medal of Arts
- Florida Artists Hall of Fame
- Country Music Hall of Fame
- 1976: Nashville Songwriters Hall of Fame

## Fordítás
Ez a szócikk részben vagy egészben  a   Mel Tillis című német Wikipédia-szócikk ezen változatának fordításán alapul.  Az eredeti cikk szerkesztőit annak laptörténete sorolja fel. Ez a jelzés csupán a megfogalmazás eredetét és a szerzői jogokat jelzi, nem szolgál a cikkben szereplő információk forrásmegjelöléseként.